# Carex uruguensis
Espèce
Classification phylogénétique
Carex uruguensis est une espèce de plantes du genre Carex et de la famille des Cyperaceae.